# Жибуль, Виктор Вячеславович
Ви́ктор Вячесла́вович Жи́буль (бел. Віктар Вячаслававіч Жы́буль, род. 3 октября 1978 в Минске) — белорусский поэт, перформер, литературовед.
Пишет на белорусском языке.

## Биография
Закончил филологический факультет, а затем аспирантуру Белорусского государственного университета.
В 2003 году успешно защитил кандидатскую диссертацию по филологии. Активно участвовал в культурной жизни белорусской столицы в качестве перформера и члена творческого проекта «Засрали казарму», сотрудничал с известным литературным сообществом «Бум-Бам-Лит». В 2001 году во время встречи белорусских студентов-филологов с российским поэтом Дмитрием Приговым познакомился с поэтессой Верой Бурлак (псевдоним Джети), с которой они впоследствии образовали не только творческий, но и семейный тандем. Сын Виктора и Веры, Константин, также с юных лет демонстрирует поэтические способности.

## Творчество
С 1995 года начал выступать с публикациями в белорусских печатных изданиях (среди которых «Маладосць», «Роднае слова», «Першацвет», газеты «Культура», «Літаратура і мастацтва», «Літаратурная Беларусь», «Дзеяслоў» и др.).
Является победителем минского городского поэтического конкурса «Родны горад» (1994), лауреатом премии «Залаты апостраф» в номинации «Поэзия», многократным победителем различных слэм-фестивалей. Член Союза белорусских писателей.
Один из наиболее известных белорусских поэтов-авангардистов новой генерации, сочетающий экспериментальный подход с оригинальным юмором. В своем творчестве он пробует не только играть со словом, но и комбинировать химические, биологические, математические и физические понятия, воспевать урбанистические реалии и экзистенциальные проблемы. Кроме того, он давно и продуктивно работает в жанре палиндрома.
Как считает литературный критик Леонид Голубович, стихи В. Жибуля неординарные, из серии «из ряда вон», да и сам он человек одарённый и универсальный. По мнению британского литературоведа А. МакМиллина, некоторые произведения В. Жибуля отличаются весьма милой детскостью, особенно те, которые отсылают читателя к городскому фольклору и «страшилкам», только в мягком ироничном ключе. Несмотря на то, что поэта нередко упрекают в чрезмерном пристрастии к стёбу, член белорусского ПЕН-центра Михась Скобла, в свою очередь, подчеркивает, что «поэт любит поизвращаться, но делает это талантливо, а его фантасмагории воспринимаются как своеобразный реализм нашего безумного времени».
Виктор Жибуль участвовал в международных проектах: «Art-Lit-Akt» (Беларусь-Швеция, 1999), «1984» (Беларусь-Латвия, 2000), «Вечер молодых поэтов Беларуси» (Москва, 2001), «Сувязьразрыў» (Беларусь-Украина, 2004), «Порядок слов» (Минск, 2006, 2007), «Дни белорусской культуры в Польше» (Вроцлав, 2007), «Месяц авторского чтения» (Чехия, Брно, 2007) и других.
Стихи переводились на английский, болгарский, латышский, литовский, немецкий, польский, русский, украинский, чешский языки.

## Рецензии
- Ціхан Чарнякевіч. Класічнасць абсурду (недоступная ссылка) (бел.)
- Макмілін А. Пісьменства ў халодным клімаце. Беларуская літаратура ад 70-х гг. ХХ ст. да нашых дзён: Віктар Жыбуль і Джэці. — Беласток: Orthdruk, 2011. — С. 704—717. — ISBN 978-83-89376-55-6.] (бел.)